# Хатченки
Хатченки — деревня в Ярцевском районе Смоленской области России. Входит в состав Капыревщинского сельского поселения. По состоянию на 2007 год постоянного населения не имеет. 
Расположена в северной части области в 17 км к северо-востоку от Ярцева, в 10 км севернее автодороги М1 «Беларусь», на берегу реки Каменка. В 13 км юго-восточнее деревни расположена железнодорожная станция Свищёво на линии Москва — Минск. 

## История
В годы Великой Отечественной войны деревня была оккупирована гитлеровскими войсками в июле 1941 года, освобождена в сентябре 1943 года.